# Vester Hjermitslev
Vester Hjermitslev – miasto w Danii, w regionie Jutlandia Północna, w gminie Jammerbugt.